# Астролатрія

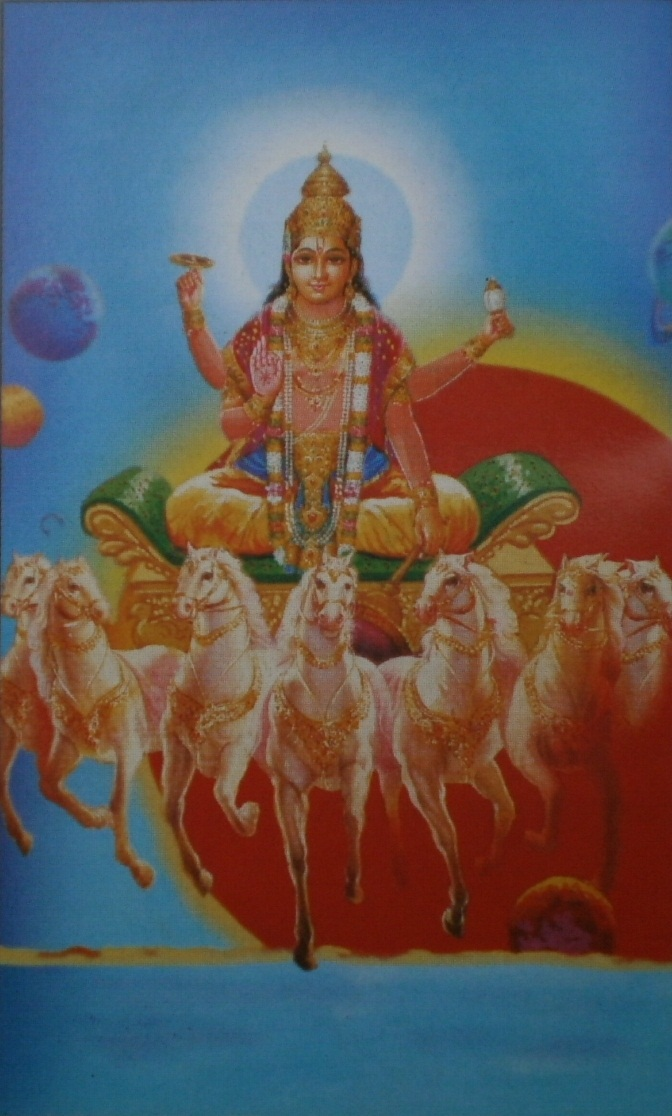
Бог Сонця Сур'я

Символ Атона із 14 руками-променями

Сонце антів-русів 16-променеве

Астролатрія (грец. αστρον — зірка, latreia — служіння) — культ небесних світил, зорепоклонство. Астрологія в сучасному вигляді є продуктом розпаду давньої зоряної «науки світла», яка включала крім методів прогнозування також астролатрію і астрономію. У цілісному, автентичному вигляді сьогодні вона збережена як джйотіша.

## Загальний зміст
Астролатрія є поклоніння зіркам та інших небесним тілам, як божествам, або асоціація божеств з небесними тілами. Найбільш поширені випадки - це бог Сонця і бог Місяця в політеїстичних системах по всьому світу. Асоціація планет з божествами присутня в вавилонській, і, отже, в греко-римської релігії, а саме — Меркурій, Венера, Марс, Юпітер і Сатурн.
Термін астро - теологія використовується в контексті досліджень 18-19 ст., спрямованих на відкриття оригінальної релігії, особливо примітивного монотеїзму. На відміну від астролатрії, яка зазвичай має на увазі багатобожжя, з несхваленням, як ідолопоклонство, християнських авторів, починаючи з Євсевія, astrotheology — це будь-яка «релігійна система заснована на спостереженні небес», і, зокрема, може бути монотеїстична.
Вавилонська астрономія з ранніх часів пов'язує зірки з божествами, але небеса як резиденції антропоморфного пантеону, а потім і монотеїстичного Бога і його свитою ангелів, є пізнішою розробкою, поступово замінюючи поняття пантеону, які перебуває на вершині високої гори.
Сейс (1913) стверджує, паралелізм «зоряної теології» Вавилона і Єгипту, обох країн, які мали культ зірок в офіційному пантеоні своїх державних релігій з ідентифікацією богів з зірками або планетами.
Астролатрія, здається, не була звичайним явищем в Леванті до залізної доби, і стає популярною після ассирійського впливу. Сабеї були відомі своєю астролатрією, і практикою також відомою як "Sabaism" або "Sabaeanism". Точно так само, халдеї стала розглядатися як протоастрологи і зоряні шанувальники у греків.
Астрологія в період еллінізму виросла з практики астролатрії Близького Сходу і Єгипту. Мітраїзм римської епохи був таємною релігією, яка увібрала в себе багато таємниць астрального знання, отриманого з елліністичної астрології.

## Астролатрія у стародавніх суспільствах
На давньоєгипетських пам'ятках назви планет майже завжди супроводжуються символічним зображенням божеств, з якими їх співвідносили. Марс, Юпітер і Сатурн вважалися втіленням бога Хор. Повні назви планет мали такий вигляд: Марса — «Хор горизонту», «Червоний Хор»; Юпітера — «Його ім'я Хор, який обмежує Обидві Землі», «Його ім'я Хор, який освітлює Обидві Землі», «Його ім'я Хор, який відкриває таїнства»; Сатурна — «Його ім'я Хор — бик небес». Венера спочатку зображалася чаплею; її назва перекладалась як «Перетинач», або «Зоря, яка перетинає». Згодом у назві було відображено її роль як ранкової зорі, і вона зображалася божеством з двома обличчями чи головами. Меркурій ототожнювався з Сетом.
У 14 ст. до н.е. Аменхотеп IV Ехнатон розпочав масштабну релігійну реформу і впровадження культу бога Сонця Атона.
Важливим центром астротеології давнього світу була Месопотамія. Жителі стародавньої Месопотамії вірили: все, що відбувається на землі невипадково, бо відбувається з волі богів, і ця воля може бути пізнана шляхом розпізнавання різних знамень і цілеспрямованої мантики. Серед людей перебували всілякі пророки, провісники. Хтось намагався пророкувати по числах (див. Нумерологія), інші ворожили на картах, але найбільшу популярність в цій справі знайшла астрологія. Астрологія ознак була однією з таких практик, популярність якої перевершила популярність інших способів вивідування волі богів. Так на межі VIII - VII ст. до н. е.. цар регулярно отримував доповіді про небесні знамення і коментарі, що пояснюють, що ці знамення можуть значити .
Поступово така практика призвела до вкорінення ідеї, що, спостерігаючи за небом, можна дізнатися наміри богів  сприяли встановленню зв'язку планет і світил з головними божествами вавилонського пантеона. Храми (зикурат) часто присвячували богам планет, є думка, що Вавилонська вежа також мала таке призначення. Далі її структура - 
| Рівень 7. Місяць 6. Меркурій 5. Венера 4. Сонце 3. Марс 2. Юпітер 1. Сатурн Верховний бог | боги Нанна або Сін Набу або Небо Іштар Шамаш Нергал Мардук Нінурта AMHN, αμην | Нумерологічне значення 30 12 15 20 8 10 4 99 |

.
Дослідники XIX - XX ст. вважали, що дане зіставлення планет і богів було ототожненням, звідки виникла думка, що жителі Межиріччя були зорепоклонниками, а їх релігія отримала назву астральної (від дав.-гр. ἄστρον - зірка), тобто зоряної - відома також під назвою сабеїзм (сабеїзм) - і розглядалася як частина природної релігії . Пізніші дослідження змушують переглянути цю точку зору. Згідно з цими дослідженнями, мешканці Месопотамії вважали, що боги лише виявляють свою волю через відповідні планети. Однак, незалежно від даних акцентів, слід зробити висновок, що зв'язок планет з тим, що відбувається на землі приписувалася в стародавньому світі божественному початку, що стоїть за планетами. [недоступне посилання з червня 2019].
Календар з шумерського міста Ніппур (суч. Поселення Ніффер на території держави Ірак) займає особливе місце в культурній історії стародавнього Близького Сходу. Якщо в III тис. до н. е. він був одним з місцевих календарів Шумеру, то вже на початку другого був прийнятий як єдиний календар всієї Вавилонії, вплинувши на становлення вавилоно-ассирійського календаря, запозиченого євреями (після VI ст. до н. е.) і арамейськими народами (едеські сирійці, манді, сучасні ассирійці).
Система темпоральної орієнтації, що міститься в Ніппурському календарі, виявилася найбільш точною і тому придатною для всього культурного простору стародавньої Передньої Азії. У наслідку перси, греки і юдеї римського періоду розробили на її основі класичну зодіакальну астрологію.
На основі клинописних текстів III-I тис. до н. е. проведена реконструкція календарних міфів і ритуалів, що лежать в основі шумерських уявлень про устрій світу. Дослідник із С.-Петербурга Володимир Емельянов (Володимир Володимирович Емельянов) виявив унікальне загальнокультурне значення Ніппурської календарної семантики, простежено її трансформацію в семантику образів Зодіаку і сюжетів аккадського епосу про Гільгамеша. На підставі порівняльного етнографічного та фольклористичного матеріалу поставлено питання про спільність календарних уявлень у народів балкано-середземноморського культурного кола, які використовували при літочисленні місячно-сонячний календар.
Також важливе значення солярні міфи мали у Греції і Римі, особливо культ Аполлона і Геліоса, місячних богинь Селени і Діани. Вищим божеством вважався Юпітер/Зевс, з його ім'ям пов'язане походження латинської назви Бога - Deus.
У державі того часу астрологи були державними чиновниками. У науковому світі "Історія Астрології", як дисципліна, народилася в 1940 році. Вчені 20 століття стали науково досліджувати листування астрологів стародавньої епохи з ассирійськими царями. Листування виявилася дуже живим і інформаційним. У цьому листуванні увагу на себе звертав високий статус астрологів того давнього часу (26 століття до н.е.) У листуванні царі вихвалялися один перед одним астрологами і своїми астрологічними знаннями.
Деякі основи астролатрії:
- 1. "Астролатрія покликана формувати у людства світовідчуття, завдяки якому небесні об'єкти впливають на наше життя".
- 2. "Плани землі повинні бути узгоджені з планами неба".
- 3. "Небеса і Земля подають нам знаки окремо, але не роздільно" (ассирійський підручник Магів).
- 4. "Так як Небо і Земля пов'язані між собою, то знак, який поганий на Землі - поганий і на Небі (і навпаки)".
- 5. "У всіх земних об'єктів є небесні прообрази, так як Земля - це об'єкт, створений спочатку на небі".
- 6. "Мова Бога потребує тлумачення".
- 7. "Подібне притягує подібне".
- 8. "Що на Небі, то і на Землі".

"Храм - святилище, який тягне вгору, завдяки чому встановлюється зв'язок між Небом і Землею" (Між Богами і людьми?);
"Плани Землі Неба узгоджуються в цьому Храмі",
"Житло Небесного Божества (планетарної енергії) в статуї храму, присвяченої цьому Божеству".
Зв'язок маніхейства з астрологічними вченнями знайшла своє відображення і в середньоазіатських письмових джерелах післяарабського часу. В Середній Азії маніхеі були відомі під ім'ям «сабейці». Про це, наприклад, зовсім виразно повідомляє Аль-Біруні. Цей автор, що чудово знав вчення маніхеїв по їх творам, а також і більш безпосередньо, оскільки в Середній Азії в його час ще існували маніхейські громади, пише в «Хронології» таке: «Вони (в даний час) розсіяні по всіх країнах. У країнах ісламу вони не мають можливості збиратися в одне місце (утворити громаду) крім громади, яка проживає в Самарканді і відома під ім'ям сабейці ». Як відомо, сабейцями під час Біруні називалися переважно послідовники астрального культу північної Месопотамії, центром якого був Харан. Очевидно, що таке найменування маніхеїв не випадково.
Найбільш компактний і ранній опис сабейських храмів ми знаходимо у Аль Масуді. «А до храмів сабейців, — пише він, — відносяться храм Світопорядку, храм Необхідності і храм Душі, — це будівлі, круглі за формою. Храм Сатурна-шестикутний, храм Юпітера — трикутний, храм Марса - прямокутний, храм Сонця — квадратний, храм Венери (має форму) трикутника всередині квадрата. Храм Меркурія має трикутну форму всередині подовженого прямокутника, а храм Місяця — восьмикутної форми. Сабейци в цьому бачать символи і таємницю, які вони приховують».
Справа полягає в тому, що для маніхейства, сформованого як самостійне вчення в Месопотамії, астральний культ став одним з основних компонентів. Такі суттєві елементи маніхейства, як космогонія, есхатологія, безпосередня обрядовість і ритуал, походять головним чином від зореопоклонницького культу Месопотамії. Маніхейство, безсумнівно, зазнало впливу інших релігійних систем, проте залишається і досі незаперечним положення про істотне місце, яке займали в цій системі астральні уявлення.
Християнська церква піддала маніхеїв анафемі за те, що «вони закликають у молитвах сонце, місяць і зірки, вважаючи їх божествами, і називають «сяючі, променисті боги» . Біруні приводить в «Індії» текст, який, за його словами, сходить до самого Мані, але, мабуть, є більш пізнім маніхейські апокрифом: «Люди інших релігій закидають нам, що ми поклоняємося сонцю і місяцю і встановлюємо щось подібне ідолам. Проте вони не знають істинне наше (відношення). Це тільки наші символи і врата, через які ми вступаємо у світ нашої істоти».
Про еволюцію давніх культів пише і Шахрістані, відомий історик релігій: «До Віштаспа (батько Дарія I) царі трималися віри сабейців. Вони поклонялися зіркам і особливо шанували обидва світила...
Зардушт спочатку також поклонявся їм, але потім він виявив в цьому безліч плутанини, і звеличив він культ («справа») вогню, (вважаючи) його близьким до бога, так як вогонь (світло) з його (бога) світла і належить найвеличнішої із стихій. Він також наказав почитати воду, так як вона основа творіння і причина процвітання землі»
Заняття астрологією в зороастризмі було прерогативою жерців-магів. У цій релігії збереглися сліди астролатрії — шанування зірок. Особливо зороастрійці шанували «зірку що дарує» Тіштрія (Сіріус), яка охороняє джерела небесних вод (сходив над горизонтом на початку сезону дощів). Видимі планети співвідносилися з 7 вищими божествами зороастрійського пантеону Амеша Спента.
Цікавою особливістю зороастризму було переконання в тому, що спочатку, до опоганення світу злим духом Анхра-Майнью, світила рухалися рівномірно, і цей початковий ритм відображений у зороастрійському календарі. Але після появи зла у світі планетні орбіти сплутались, і нинішній рух світил відображає наявність злого початку в нашому житті. Тому вивчення астрології допомагає відстежити негативні тенденції в житті людини, а використання священного календаря допомагає налаштуватися на початкові, «чисті» ритми.
Вавилонські маги приписували Заратуштрі, засновнику зороастризму, створення астрології (у формі примітивної зодіакальної астрології).

## Ангели в астрології Середньовіччя
Ангели в астрології середньовіччя ототожнювалися з силами, які приводять в рух планетні сфери.
Древній філософ Арістотель вважав, що обертання небесних сфер повідомляє сама зовнішня сфера (Першодвигун), властивості обертання якої притаманні її первинній природі. Згідно із езотеричними переказами юдаїзму, кожен архангел з'єднаний з однією з планет. Астрологи Середньовіччя вважали, що кожна планетна сфера приводиться в рух ангелом. Своїм походженням ангели планет зобов'язані пізньоюдейським і християнським уявленням про вогняну природу ангелів, про усепроникаючий і животворячий духовний вогонь - «вогнену пневму» (певним чином відповідає санскритському терміну "прана"). Завдяки цим віруванням ангели близькі до «вогняних» небесних світил, зірок і планет. Поняття «небесне воїнство», що позначає в юдаїзмі, християнстві та ісламі ангелів, в семітських язичницьких культах додавався до астральних божеств.
Архангели планет:
- Сонце - ангел світла Михаїл.
- Місяць - ангел надії і мрії Гавриїл.
- Меркурій - ангел освіти Рафаїл.
- Венера - ангел любові Уриїл (Анаіл).
- Марс - ангел руйнування Селафиїл (Самуїл).
- Юпітер - ангел влади Закхіїл (Захаріїл).
- Сатурн - ангел турботи Кассіїл (Оріфіїл).

Синайський чернець, колишній візантійський письменник Козьма Індикоплов, що жив в VI ст., писав: «Всі світила створені для того, щоб керувати днями і ночами, місяцями і роками, і рухаються не внаслідок руху Неба, але під впливом божественних сил або світлоносців ( ангелів). Бог створив ангелів, щоб вони служили Йому, і одним повелів рухати повітря, іншим Сонце, деяким Місяць, деяким зірки, деяким, нарешті, повелів нагромаджується хмари і готувати дощ ».
Прихильники думки святого Іларія та Феодора вважали, що ангели носять світила на своїх плечах. Інші християнські вчителі стверджували, що ангели котять світила попереду себе або захоплюють їх за собою. Єзуїт і астроном - Річіоллі - допускав, що кожен ангел, що штовхає зірку, з більшою ретельністю стежить за тим, що роблять інші, щоб таким чином відносні відстані між світилами завжди залишалися такими, якими вони повинні бути.
Абат Трітгемій (в рукописах «De septem secundeis») говорить що послідовно 7 ангелів чи планетних духів, один за одним, по 354 року кожен, управляли небесними рухами від створення світу до 1522 р. Цифра сім фігурує в рукописах через те, що до винаходу телескопа і революційного відкриття Коперника існувало загальна думка : Земля є центром Всесвіту, навколо якої обертаються сім світил - Сонце, Місяць і п'ять відомих планет.

## Ставлення авраамічних релігій
Єврейська Біблія містить багато звернень до астролатрії. Таким чином, Второзаконня 4:19, 17:3 містить суворе попередження проти поклоніння сонцю, місяцю, зіркам або будь-якого небесного воїнства. Рецидив в поклонінні воїнству небесному, тобто зірок, як кажуть, були причиною падіння Юдейського царства в Царств 17:16. Цар Йосія в 621 до н.е. скасував всі види ідолопоклонства в Юдеї, але астролатрія була продовжена таємно(Соф. 1:05;. Єр 8:2, 19:13). Єзекіїль (8:16) описує поклоніння сонцю, яке практикується в суді Єрусалимському храмі, і Єремія (44:17) стверджує, що навіть після руйнування храму, жінки, зокрема, продовжували їх поклоніння "королеві небес".
Августин Аврелій у критиці сонце- і зорепоклонства в De Vera Religione (37,68) і De civitate Dei (5.1-8). Папа Лев Великий також засудив Астролатрію і культ Sol Invictus, який контрастує з християнським Різдвом.

## Сучасна астролатрія
В наш час найбільш поширеною астролатрія є в індуїзмі і тантричному буддизмі. У кожному індуїстському храмі є допоміжний вівтар дев'яти планет (Наваграха), так як вони розглядаються як деви - слуги вищих божеств, безпосередньо виконують їх волю. Цей вівтар розташовується зазвичай найближче до входу, і перед відвідуванням основного вівтаря індуїст, який відвідує храм, обходить цей вівтар навколо кілька разів, тримаючи в руках світильник з вогнем, що символізує очищення від карми в ході різних кіл перевтілень. Часто навколо цього вівтаря можна бачити орнамент зі знаками зодіаку, що натякає на подорожі душі по зодіакальному колу (сансару).
Астротеологія є вивчення астрономічних походження релігії; як боги, богині і демони персоніфікації астрономічних явищ, таких як місячні затемнення, планетарного вирівнювання і очевидних взаємодій планетарних тел з зірками.
Термін астро-теологія з'являється в назві 1714 роботи Вільяма Дерема (Вільям Дерем), "Астро-теологія: або Демонстрація буття і атрибутів Бога, на основі спостереження небес" на основі досліджень автора за допомогою "Лінз Гюйгенса". Дерем думав, що зірки були отвори на тверді.
У 1783 р. "Новий християнський журнал" опублікував твір під назвою Астро-теологія, яка аргументував "демонстрацію священних істин" від "Опитування небесних тіл " в сенсі годинникаря аналогії. Едвард Хіггінсон (1855) стверджує, в сумісності "єврейської астро-теології" єврейської Біблії, яка ставить Бога і Його ангельські сонми на небесах, з «науковою астро-теологією", заснованою на спостереженні за космосом.
Менлі Палмер Холл (Менлі Палмер Холл) (1901-1990), містик і масон 33 ступеня, вчив, що кожна з трьох авраамічних релігій має планету, яка нею керує. Юдаїзм є Сатурн: символом юдаїзму є символом гексаграма Сатурна, і день поклоніння в суботу, день Сатурна. Християнство є Сонце: символ християнства є хрест- символ Сонця, і день поклоніння неділю, день Сонця. Іслам є Венера: символ ісламу є зірка і півмісяць (зірка зазвичай вважають, представляють Венера), і день поклоніння в п'ятницю.
Д. М. Мердок (Ачарья S), випустила книг на цю тему, і вчить зв'язок між сонячною алегорією і життям Христа. Вона також виходить за рамки астрономічних порівнянь і постулати зв'язків між витоками багатьох ранніх авраамічних релігій в древніх міфологіях, що в Єгипті, Римі та Греції.
Цей же термін використовується Ян Ірвін, Джордан Максвелл і Ендрю Рутаджіт (2006) з посиланням на "найбільш ранніх відомих форм релігії і поклоніння природі", виступаючи за теорію ентеогену про походження релігії.